# TTC Kassel
Der TTC Kassel ist ein ehemaliger Tischtennisverein, dessen Damenmannschaft in den 1990er Jahren in der Bundesliga spielte.

## Geschichte
Ausgangspunkt war der 1936 gegründete Verein CT Hessen-Preußen, der 1946 in dem Verein KSV Hessen Kassel aufging. Als Hessen Kassel 1993 Konkurs anmeldete, gründete die damalige Tischtennisabteilung den eigenständigen Verein TTC Kassel.
Auf Anhieb gelang der Damenmannschaft am Ende der Saison 1993/94 der Aufstieg in die Erste Bundesliga. Beteiligt waren unter den Trainern Rolf Gebhardt und Ola Einarson die Aktiven Katharina Tauschkanova (RUS), Tanja Fleischhauer, Katja Röhre, Margret Söthe und Katrin Meyerhöfer. Nach einem Jahr musste das Team wieder absteigen. 1996 erfolgte der Wiederaufstieg. Allerdings gelang auch diesmal nicht der Klassenerhalt.
1997 löste sich der TTC Kassel auf. Der Nachfolgeverein Kasseler SV Auedamm trat in der Zweiten Bundesliga an. 2000 zog dieser die Damenmannschaft aus der Zweiten Bundesliga zurück.